# Beke Adrienn
Beke Adrienn (Szeged, 1993. április 12. –) labdarúgó, hátvéd. Jelenleg az 1. FC Femina labdarúgója.

## Pályafutása
A Sándorfalvi SKE csapatában kezdte a labdarúgást. 2005 és 2008 között a Szegedi Boszorkányok labdarúgója volt. Tizenöt alkalommal szerepelt az első csapat tagjaként az NB II-ben. A 2008–09-es idényben a Győri ETO FC csapatában 23 alkalommal lépett pályára az első osztályban. A következő idényben a Győri Dózsában játszott és tagja volt a bajnoki bronzérmet szerzett csapatnak. 2010 és 2012 között a Ferencvárosi TC játékosa volt. 2012 nyarán az FTC megvonta a névhasználati jogot a Belvárosi NLC-tól, így hivatalosan is a BNLC játékos lett. 2013 nyarán a Femina csapatához szerződött. 2015-ben a Budapest Honvéd színeiben a másodosztályban 7 mérkőzésen 3 gólt jegyzett, a bajnokság végével pedig búcsúzott a nagypályás labdarúgástól. 

## Sikerei, díjai
- Magyar bajnokság
  - 3.: 2009–10